# 浦和本線料金所
浦和本線料金所（うらわほんせんりょうきんじょ）は、埼玉県さいたま市緑区にある東北自動車道の本線料金所である。
本線料金所をはさむ形で浦和インターチェンジ（浦和IC）の宇都宮・仙台方面出入口料金所が併設されている。
当本線料金所は浦和ICを利用しない車両が対象であり、通行料金には自動的に川口ジャンクション（川口JCT）間の分が含まれる。下り線は通行券の受け取りまたはETCの入力を行い、上り線は通行料金を精算する。

## 歴史
- 1987年（昭和62年）9月9日：川口JCT - 浦和IC開通に伴い設置。名称は当時の自治体である浦和市にちなむ。

川口JCT方面延伸以前は、浦和ICの混雑緩和のため、現在の浦和IC東京方面出入口付近に、本線を延長する形で国道122号と直接接続する暫定ランプ（出入口）が設置されていた。その料金所は現在の浦和本線料金所の一部を間借りしていたため、当本線料金所施設の一部は、浦和ICが供用開始した1980年の時点で使用が開始されていた。

## 料金所施設
- ブース数：25

### 宇都宮・福島・仙台・青森方面
- ブース数：8
  - ETC専用：6
  - 一般：2

### 三郷・松戸・大泉・首都高方面
- ブース数：17
  - ETC専用：5
  - 一般：12

## 隣
E4 東北自動車道
(1) 川口JCT - (2) 浦和IC/TB - (3) 岩槻IC